# Onciale 066
- Papyrus
- Onciale
- Minuscules
- Lectionnaire

Le Codex 066, portant le numéro de référence 066 (Gregory-Aland), α 1000 (Soden), est un manuscrit sur parchemin en écriture grecque onciale.

## Description
Le codex se compose d’une folio. Il est écrit en deux colonnes, dont 25 lignes par colonne. Les dimensions du manuscrit sont 25 cm x 20 cm. Les paléographes datent ce manuscrit du VIe siècle,. C'est un palimpseste. Le supérieur texte est Géorgien, il contenant calendrier.[Quoi ?]
Les[Quoi ?] est un manuscrit contenant le fragment du texte du Actes des Apôtres 28,8-17.
Le texte du codex représenté type occidental[Quoi ?]. Kurt Aland le classe en Catégorie III. 
Il est actuellement conservé à la Bibliothèque nationale russe (Gr. 6 II, fol 4),.